# Крутая Горка (Ростовская область)
Крута́я Го́рка — посёлок в Каменском районе Ростовской области
Входит в состав Глубокинского городского поселения.

## Население
| 2010 |
| ---- |
| 65   |

## Улицы
В посёлке имеются две улицы: Мирная и Молодёжная.